# Alyxia reinwardtii
Alyxia reinwardtii är en oleanderväxtart som beskrevs av Carl Ludwig von Blume. Alyxia reinwardtii ingår i släktet Alyxia och familjen oleanderväxter. Inga underarter finns listade i Catalogue of Life.